# Frédéric-Achille de Wurtemberg-Neuenstadt
Frédéric Achille de Wurtemberg-Neuenstadt (5 mai 1591 – 30 décembre 1631) est le premier duc de Wurtemberg-Neuenstadt de 1617 jusqu'en 1631.

## Biographie
Le duché de Wurtemberg-Neuenstadt est une branche de la Maison de Wurtemberg nommée d'après la ville de résidence, de Neuenstadt.
Le duc Frédéric Achille (en allemand : Friedrich Achille) est le deuxième plus jeune fils du duc Frédéric Ier. À la suite d'une Fürstbrüderlicher Vergleich - d'un commun accord fait entre frères, le 7 juin 1617, les fils de Frédéric Ier divisent l'héritage. Le fils aîné, Jean-Frédéric de Wurtemberg, prend le duché de Wurtemberg, tandis que ses frères restants reçoivent d'autres propriétés.
En vertu de l'arrangement Frédéric Achille a reçu le château de Neuenstadt et une dotation annuelle de 10 000 guilders. Frédéric Achille jamais été marié, donc après sa mort en 1631, le château revint à la ligne principale du duché avant que le duché de Wurtemberg-Neuenstadt ne soit rétabli en 1649, pour Frédéric de Wurtemberg-Neuenstadt.